# Sclerotinia homoeocarpa
Sclerotinia homoeocarpa är en svampart som beskrevs av F.T. Benn. 1937. Sclerotinia homoeocarpa ingår i släktet Sclerotinia och familjen Sclerotiniaceae.   Inga underarter finns listade i Catalogue of Life.

## Källor

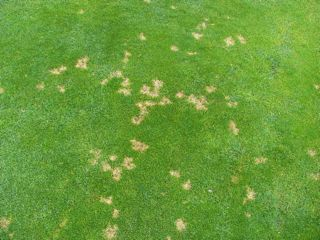